# 12 x 5
12 x 5 es el segundo álbum de estudio de la banda británica The Rolling Stones en los Estados Unidos, lanzado en el año 1964 a través de la discográfica London Records. Al igual que ocurrió con su predecesor, England's Newest Hit Makers (nombre que tomó en EE. UU. su disco debut The Rolling Stones), la base principal del álbum la forman versiones de temas de rhythm and blues. Aun así, hay tres canciones escritas por Mick Jagger y Keith Richards, además de otras dos firmadas bajo el pseudónimo de Nanker Phelge, usado para las composiciones del grupo. 

## Grabación y lanzamiento
Después de una serie de sesiones en Chicago en junio de 1964, la discográfica del grupo, Decca Records, publicó en el Reino Unido el EP de cinco canciones Five by Five. Debido a que el EP nunca fue un formato de éxito en los Estados Unidos, London Records (su distribuidor estadounidense) añadió siete canciones más para formar un álbum completo. El título del mismo alude al hecho de que los doce temas del disco son interpretados por cinco músicos. El resto de las canciones fueron sencillos «It's All Over Now» y «Time Is on My Side» con sus respectivas caras B, más tres canciones que luego se incluyeron en The Rolling Stones No.2. Decca volvería a emplear la foto de la portada para el segundo álbum del grupo en el Reino Unido, The Rolling Stones No.2, publicado a principios de 1965. 12 x 5 es notable por contener la primera, y menos a menudo oída, de dos versiones del cover que Rolling Stones hace de la canción de Jerry Ragovoy, «Time Is on My Side», con una destacada parte con órgano electrónico en lugar de la más conocida versión con guitarra eléctrica.
12 x 5 se vendió mejor que England's Newest Hit Makers, alcanzando el puesto número 3 en las listas de éxitos y obteniendo un disco de oro rápidamente. En agosto de 2002, fue remasterizado y en una nueva versión CD y SACD digipak por ABKCO Records. Esta edición incluye las versiones estéreo de «Around and Around», «Confessin the Blues», «Empty Heart», «It's All Over Now», «2120 South Michigan Avenue», y «If You Need Me».

## Lista de canciones
Todas las canciones escritas y compuestas por Jagger/Richards, excepto donde se indique. 
| Lado 1 |                                                   |          |  |
| N.º    | Título                                            | Duración |  |
| 1.     | «Around and Around» (Chuck Berry)                 | 3:03     |  |
| 2.     | «Confessin' the Blues» (Jay McShann/Walter Brown) | 2:46     |  |
| 3.     | «Empty Heart» (Nanker Phelge)                     | 2:35     |  |
| 4.     | «Time Is on My Side» (Norman Meade)               | 2:50     |  |
| 5.     | «Good Times, Bad Times»                           | 2:32     |  |
| 6.     | «It's All Over Now» (Bobby Womack/Shirley Womack) | 3:27     |  |

| Lado 2 |                                                        |          |  |
| N.º    | Título                                                 | Duración |  |
| 7.     | «2120 South Michigan Avenue» (Phelge)                  | 2:03     |  |
| 8.     | «Under the Boardwalk» (Arthur Resnick/Kenny Young)     | 2:48     |  |
| 9.     | «Congratulations»                                      | 2:28     |  |
| 10.    | «Grown Up Wrong»                                       | 2:04     |  |
| 11.    | «If You Need Me» (Wilson Pickett/Robert Bateman)       | 2:03     |  |
| 12.    | «Susie Q» (Dale Hawkins/Stan Lewis/Eleanor Broadwater) | 1:51     |  |

Nota: La edición en CD de 2002 contiene la versión extendida de "2120 South Michigan Avenue", con 3:41 minutos de duración.

## Músicos
The Rolling Stones
- Brian Jones - Guitarras, armónica, coros, percusión
- Mick Jagger - Voz, armónica, percusión
- Keith Richards - Guitarras, coros
- Charlie Watts - Batería, percusión
- Bill Wyman - Bajo, coros

Personal adicional
- Ian Stewart  – piano y órgano

## Listas de éxitos

### Álbum
| Año  | Listas               | Posición |
| ---- | -------------------- | -------- |
| 1964 | Billboard Pop Albums | 3        |
| 1965 | Billboard Pop Albums | 3        |

### Sencillos
| Año  | Sencillo           | Listas                | Posición |
| ---- | ------------------ | --------------------- | -------- |
| 1964 | It's All Over Now  | UK Top 50 Singles     | 1        |
| 1964 | It's All Over Now  | The Billboard Hot 100 | 26       |
| 1964 | Time Is On My Side | The Billboard Hot 100 | 6        |